# Beta-blocant
Beta-blocantele (β-blocante, cunoscute și ca antagoniști β-adrenergici) reprezintă o clasă de medicamente care sunt folosite împotriva aritmiei cardiace și pentru protejarea inimii față de infarctul miocardic secundar (preventiv, după un prim infarct). Beta-blocantele mai sunt utilizate în tratamentul hipertensiunii, deși există multe alte medicamente antihipertensive care se folosesc în locul acestora. Terminația caracteristică pentru beta-blocante este -lol. Exemple de beta-blocante sunt: metoprolol, nebivolol, atenolol, bisoprolol, propranolol, timolol, etc.
Beta-blocantele sunt antagoniști competitivi care, după cum sugerează și numele lor, blochează receptorii beta-adrenergici (ai catecolaminelor endogene), cu anularea activității pentru adrenalină și noradrenalină, având astfel un efect simpatolitic, de deprimare pentru sistemul nervos simpatic.
În funcție de receptorii β pe care îi blochează, beta-blocante sunt de mai multe tipuri, astfel că se deosebesc blocantele neselective și blocantele selective, pentru receptorii β1, β2 și β3. Receptorii β1-adrenergici sunt localizați în majoritate în structura inimii și a rinichilor. Receptorii β2-adrenergici sunt localizați în majoritate în structura plămânilor, tractului gastrointestinal, uterului, ficatului, mușchilor netezi din alcătuirea vaselor și mușchilor scheletici. Receptorii β3-adrenergici sunt localizați în adipocite (celulele țesutului adipos).